# Tverská oblast
Tverská oblast (rusky Тверская область) je jednou z oblastí Ruské federace. Nachází se ve středozápadní části evropské části země; sídelním městem je Tver. Na 84 100 km² (z toho 1,9 % vody) zde žije přibližně 1,19 milionu obyvatel – průměrná hustota osídlení je tak 14,2 os./km². Napříč oblastí prochází silnice a železniční trať spojující Moskvu a Petrohrad.

## Historie
Tverská oblast vznikla 29. ledna 1935 pod názvem Kalininská oblast, přejmenována byla v roce 1991.

## Oblastní symboly

### Vlajka
Vlajka Tverské oblasti je tvořena listem o poměru stran 2:3 se třemi svislými pruhy, žlutým, červeným a žlutým, v poměru šířek 1:2:1. Uprostřed vlajky, v červeném pruhu, je umístěna figura ze znaku oblasti.

## Geografie
Povrch je převážně rovinatý. Na západě do oblasti zasahuje Valdajská vrchovina.

### Vodstvo
Na území oblasti leží 1769 jezer (1,4 % území). Největší z nich jsou: Seliger (259,7 km²), Velikoje, Verestovo a Piros. Největší řekou je Volha, do níž se zde vlévá mj. Tverca a Medvedica, Mologa a Meža. Do Baltského moře míří Daugava (Západní Dvina).